# آندره‌آ سولاری
آندره‌آ سولاری (ایتالیایی: Andrea Solari؛ زاده حدود ۱۴۶۰ میلادی–درگذشته  حدود ۱۵۲۴ میلادی) نقاش دورهٔ رنسانس اهل ایتالیا بود.